# Леонтије Ахајски
Свети Леонтије Ахајски или Свети Леонтије Монемвасијски (грчки: Агиос Леонтиос о Монемвасиотис или Осиос Леонтиос ο εν Αχαια) је православни светитељ из 15. века.
Рођен је 1377. године у Монемвасији. Живео је као подвижник на северу Пелопонеза. Детаљи о његовом животу познати су углавном од његовог првог биографа, који је, према неким научницима, византијски философ и патријарх цариградски Генадије Схоларије.
Житије под насловом  „Причешће светог Леонтија Ахајског, где се спомен завршава 1. децембра“ налази се у рукопису Гр. II, 186 (=1180) Библиотека Марчијана.
Свети Леонтије је рођен у аристократској породици. Његова мајка Теодора била је ћерка цара Андроника II Палеолога, а његов отац Андреј је био гувернер Пелопонеза. Отишао је у Цариград на више студије филозофије и науке, али се касније вратио у Монемвасију и замонашио. Почело је посетом Светој Гори, где је боравио неко време живећи аскетским животом. Касније је схватио да треба да оде на северни Пелопонез у специфично подручје близу модерног града Аигио, у области Ахаје.
По доласку близу планине Клокос подигао је малу цркву посвећену светим Архангелима, и живео је на неприступачном месту, настављајући свој подвижнички живот. Уз подршку својих ујака Томе Палеолога и Димитрија Палеолога, који су били импресионирани светошћу живота њиховог нећака, основао је манастир Арханђела Михаила и Гаврила (познат као Манастир Памегистон Таксиархон).
Породица Палеолога поклонила је манастиру мошти Светих, најзначајније везане за Свете муке Господње (мале делове Часног Крста, Трнов венац, Сунђер и Пурпурну одежду Господњу). Данас се мошти светог Леонтија чува у посебној светињи у цркви Светих Архангела у манастиру. Постоји црква подигнута у његово име у граду Аигио и друга у Монемвасији.
Православна црква прославља светог Леонтија 11. (24.) децембра.